# 月と専制君主
『月と専制君主』（つきとせんせいくんしゅ）は、2011年1月26日に、Daisy Musicから発売された佐野元春のセルフカバー・アルバムである。

## 概要
デビュー30周年を記念して発売されたアルバムで、「元春クラシックを現在に鳴らせ。」というテーマの下、過去に発表した10曲を自身初のセルフカバーにトライしたアルバム。
原曲と大きく違う点は打ち込みが影を潜め、生楽器主体のアレンジに切り替えられスタジオ・セッションに近い形に仕上げられていることである。後述にあるが、参加ミュージシャンは歴代の佐野のバックバンドメンバーが勢揃いした。そしてシングル曲をほとんど選曲していないことも特徴のひとつである。
通常盤・初回限定盤・3000枚生産限定（アナログ盤）の3形態で発売され、初回限定盤はレコーディングドキュメント映像を収録したDVD付。アナログ盤・初回限定盤は未収録曲のダウンロード・パスを封入。

## 収録曲

### CD
- 全作詞・作曲：佐野元春

1. ジュジュ [3:14]
2. 夏草の誘い [3:52]
3. ヤングブラッズ [7:17]
4. クエスチョンズ [4:31]
5. 彼女が自由に踊るとき [4:41]
6. 月と専制君主 [4:52]
7. C'mon [3:52]
8. 日曜の朝の憂鬱 [5:01]
9. 君がいなければ [5:02]
10. レインガール [5:34]

### DVD(初回限定盤のみ)
1. レコーディング・ドキュメント 2010年7月-2010年9月 音響ハウス・スタジオ

### アナログ盤
SIDE A
1. ジュジュ[3:14]
2. 夏草の誘い[3:52]
3. ヤングブラッズ[7:17]
4. クエスチョンズ[4:31]
5. 彼女が自由に踊るとき[4:41]

SIDE B
1. 月と専制君主 [4:52]
2. C'mon [3:52]
3. 日曜の朝の憂鬱 [5:01]
4. 君がいなければ [5:02]
5. レインガール [5:34]

## 参加ミュージシャン
- 古田たかし（ドラム）
- 井上富雄（ベース）
- Dr.kyOn（キーボード）
- 長田進（ギター）